# گروه اس‌پی‌سی
گروه اس‌پی‌سی (انگلیسی: SPC Group) شرکت صنایع غذایی کره‌ای است، که در سال ۱۹۴۵ تأسیس شد.